# Perla und Marina
Perla und Marina sind zwei Videospielfiguren aus Nintendos Spielereihe Splatoon. Wie viele Figuren dieser Reihe sind beide anthropomorphe und tintenfisch- bzw. oktopusähnliche Kreaturen. Bekannt wurden sie in Splatoon 2 als fiktives Pop-Duo TentaCool, das innerhalb des Spiels die Nachrichten spricht und Feste veranstaltet. In Splatoon 2: Octo Expansion treten beide als wichtige unterstützende Figuren auf und in Splatoon 3 haben sie mit Damp Socks feat. TentaCool eine neue Band mit weiteren Mitgliedern gegründet. Seit Splatoon 2 werden die Songs von TentaCool, Damp Socks feat. TentaCool und von Perla oder Marina gesungene Solos, neben denen anderer fiktiver Bands, als Soundtrack der Spiele verwendet.
Perla und Marina werden von den Synchronsprecherinnen Rina Itou und Alice Peralta gesprochen, deren Stimmen durch einen Stimmenverzerrer verändert wurden. Als Teil der Soundtrack-Alben zu Splatoon 2 und Splatoon 2: Octo Expansion und mit einem Live-Album zu einem Konzert von TentaCool erreichten beide mehrmals die Top 10 der japanischen Charts.

## Fiktionaler Hintergrund
Perla ist ein Inkling, ein anthropomorpher Tintenfisch, während Marina ein Oktoling ist, ein anthropomorpher Oktopus. 100 Jahre vor der Handlung aus Splatoon standen die Inklinge und Oktarianer, zu denen auch die Oktolinge gehören, im Krieg. Der Ausgang des Krieges führte dazu, dass die Oktarianer in den Untergrund fliehen mussten, während die Inklinge in die Stadt Inkopolis zogen.

### Splatoon 2
Auch wenn Perla und Marina in der eigentlichen Handlung von Splatoon 2 nicht vorkommen, wird deren Hintergrundgeschichte in während der Einzelspielerkampagne sammelbaren Schriftrollen erläutert: Perla hatte von Geburt an eine laute Stimme, die bei Gesangswettbewerben mehrere Lautsprecher zerstörte. Der Ausschluss aus diesen führte zum Start ihrer Solokarriere als Death-Metal-Sängerin, die sie in Inkopolis bekannt machte. Zum Üben ging sie zum Berg Krakus. Marina wuchs im Untergrund unter der Herrschaft von DJ Oktario auf. Während der Handlung von Splatoon erlebte Marina den letzten Kampf zwischen DJ Oktario und dem Protagonisten des Spiels mit. Als sie den Song Calamari Inkantation der Sea Sirens hörte, beschloss sie, den Untergrund zu verlassen und mit den Inklingen zu leben. Am Berg Krakus trafen sich Perla und Marina das erste Mal. Sie freundeten sich an und gründeten das Pop-Duo TentaCool mit Perla als Rapperin und Marina als Sängerin und DJ. Sie wurden mit ihrer ersten Single Ebb & Flow schnell bekannt und lösten bald die Sea Sirens als beliebtes Pop-Duo der Stadt ab. Weder Perla noch ihre Fans merkten, dass Marina ein Oktoling ist.
Außerhalb der Handlung von Splatoon 2 tauchen Perla und Marina als Nachrichtensprecherinnen auf. Außerdem veranstalten sie sogenannte Splatfests, bei denen die Bewohner Inkopolis’ das bessere aus zwei Dingen bestimmen sollen. Im letzten Splatfest „Chaos vs. Ordnung“ gewann Perla mit ihren Team Chaos. Dies führte im Nachfolger Splatoon 3 dazu, dass viele Inklinge und Oktolinge nach Splatsville, der „Stadt des Chaos“, zogen.

### Splatoon 2: Octo Expansion
In Splatoon 2: Octo Expansion unterstützen Perla und Marina über ein Walkie-Talkie den Protagonisten des DLCs, der in der Tiefseebahn unter Inkopolis feststeckt. Nachdem er die Oberfläche erreicht, holen Perla und Marina ihn mit einem Hubschrauber ab. Gemeinsam beschützen sie Inkopolis vor der künstlichen Intelligenz Tartar, welche die Stadt mit einem Laser auslöschen will. Marina entdeckt den Schwachpunkt des Lasers, sodass Perla in einen Lautsprecher schreit und den Laser sowie Tartar zerstört. Im Verlauf der Octo Expansion findet Perla heraus, dass Marina ein Oktoling ist, und akzeptiert sie sofort.

### Splatoon 3
Nach dem letzten Splatfest wollten Perla und Marina neue Genres erkunden. Daher gründeten sie mit drei weiteren Seekreaturen die Band Damp Socks feat. TentaCool. In einem DLC zu Splatoon 3 sollen Perla und Marina wieder wichtigere Rollen haben.

## In weiteren Medien
Am 13. Juli 2018 erschien ein amiibo-Doppelpack zu Perla und Marina als Teil der Splatoon Collection. Als TentaCool erscheinen sie in Super Smash Bros. Ultimate als sogenannter „Geist“, der die spielbaren Kämpfer unterstützt und der unter anderem durch deren amiibo-Figur freigeschaltet werden kann. Außerdem sind Songs von TentaCool im Soundtrack dieses Spiels enthalten.
TentaCool gab mehrere Konzerte in der realen Welt. Ihr erstes Konzert, das sie gemeinsam mit dem Splatoon-Pop-Duo Sea Sirens hielten, war am 10. Februar 2018 in der Makuhari Messe in Chiba während der Tokaigi 2018. Es folgten weitere gemeinsame Konzerte in Japan und in der Schweiz. Am 26. Januar 2019 während der Tokaigi 2019 hielt TentaCool in der Makuhari Messe ihr erstes Solo-Konzert. Alle diese Konzerte waren Hologramm-Konzerte, in denen Perla und Marina als Hologramme auftraten. Während die Gesangsstimmen von Perla und Marina als Playback abgespielt wurden, wurden die Instrumente von einer Live-Band gespielt.

## Entstehung
Perla und Marina werden von den Synchronsprecherinnen und Sängerinnen Rina Itou und Alice Peralta gesprochen. Durch einen Stimmenverzerrer werden deren Stimmen mit einem Unterwasserfilter verändert. In der veröffentlichten Version von Splatoon 2 ist Perla ein Inkling und Marina ein Oktoling. In dem offiziellen Artbook The Art of Splatoon 2 werden jedoch verworfene Illustrationen gezeigt, in denen auch Perla ein Oktoling ist. Laut Hisashi Nogami, dem Produzenten von Splatoon 2 und Splatoon 2: Octo Expansion, wurden Perla und Marina im DLC zu wichtigen unterstützenden Figuren, weil sie in der Handlung von Splatoon 2 nicht vorkamen und im Hauptspiel als Nachrichtensprecherinnen nur Nebenrollen besetzten.

## Diskografie

### Soundtrack-Alben
Die Soundtrack-Alben Splatune 2 zu Splatoon 2 und Octotune zu Splatoon 2: Octo Expansion enthalten mehrere Songs von TentaCool, Octotune auch je einen Solo-Song von Perla und Marina. Das CD-Booklet zu Splatune 2 enthält ein Interview mit Marina, das zu Octotune ein Interview mit Perla. Die zweite CD von Octotune enthält Aufnahmen des ersten gemeinsamen Konzerts von TentaCool und den Sea Sirens. Beide Alben sind nur in Japan erschienen.
| Jahr | Titel Soundtrack-Album zu           | Höchstplatzierung, Gesamtwochen, AuszeichnungChartsChartplatzierungen (Jahr, Titel, Soundtrack-Album zu, Platzierungen, Wochen, Auszeichnungen, Anmerkungen) | Anmerkungen                             |
| Jahr | Titel Soundtrack-Album zu           | JP | Anmerkungen                             |
| ---- | ----------------------------------- | --- | --------------------------------------- |
| 2017 | Splatune 2 Splatoon 2               | JP4 (44 Wo.)JP | Erstveröffentlichung: 29. November 2017 |
| 2018 | Octotune Splatoon 2: Octo Expansion | JP7 (23 Wo.)JP | Erstveröffentlichung: 18. Juli 2018     |

### Live-Alben
TentaCool hatte am 26. Januar 2019 ihr erstes Solo-Konzert Tentalive at Tokaigi 2019 während der Tokaigi 2019 in der Makuhari Messe in Chiba. Zu diesem Konzert wurde das Live-Album Splatoon 2: Live in Makuhari -Tentalive- veröffentlicht. Das Album ist nur in Japan erschienen.
| Jahr | Titel Live-Album zu                                                | Höchstplatzierung, Gesamtwochen, AuszeichnungChartsChartplatzierungen (Jahr, Titel, Live-Album zu, Platzierungen, Wochen, Auszeichnungen, Anmerkungen) | Anmerkungen                         |
| Jahr | Titel Live-Album zu                                                | JP | Anmerkungen                         |
| ---- | ------------------------------------------------------------------ | --- | ----------------------------------- |
| 2019 | Splatoon 2: Live in Makuhari -Tentalive- Tentalive at Tokaigi 2019 | JP10 (6 Wo.)JP | Erstveröffentlichung: 24. Juli 2019 |

## Rezeption
Perla und insbesondere Marina wurden allgemein positiv aufgenommen. So listete Paste Magazine Perla und Marina zu den besten neuen Videospielfiguren aus dem Jahr 2017 und schrieb, dass die beiden in ihrem modischen Auftreten den Charme von Splatoon 2 sehr gut wiedergeben würden. Game Rant setzte TentaCool auf Platz 2 der besten fiktiven Bands aus Videospielen und meinte, dass sie im Vergleich zu den Sea Sirens aus Splatoon eine Verbesserung darstellen würden.
Jonathan Holmes von Destructoid lobte Nintendo dafür, dass sie mit Marina eine Schwarze Videospielfigur erstellt haben, mit der sich People of Color gut identifizieren könnten, was weiter dadurch verstärkt werde, dass sie als Oktoling Teil einer im Splatoon-Universum unterdrückten Minderheit sei. Er bezeichnete sie als möglicherweise erste bedeutende Schwarze Person in einem Nintendo-Spiel. Heather Alexandra von Kotaku bemerkte Marinas große Beliebtheit bei Fans und bezeichnete sie als Splatoons Beyoncé. Gleichzeitig befürchtete sie, dass Marina die Splatfests ruinieren könnte, nachdem im ersten Splatfest viele Fans – sie selbst eingeschlossen – sich Marinas Team nur aufgrund von ihrer Beliebtheit angeschlossen hätten.